# Donationes pro anima
Quella delle donationes pro anima o , testamenta, legata pro anima, remedio animae, pro animae redemptione, ad pias causa , sono espressioni in lingua latina che significano letteralmente "donazioni per l'anima". La disposizione per l'anima, è stata una pratica molto diffusa nel medioevo, Essa consistete in donazioni in suffragio della propria anima, o di quella dei propri familiari, offerte da uomini e donne di ogni estrazione sociale (esclusi, certo, i nullatenenti che non facevano testamento). I lasciti pro anima in opere pie, oggetti liturgici, messe in suffragio avevano sia lo scopo di garantire la salvezza dell'anima nell'aldilà che quello di perpetuare la memoria di testatrici e testatori presso le comunità appartenenza  (la famiglia, il clan, il mestiere, il quartiere, la comunità religiosa, ecc.). Nel corso del XIII e del XIV secolo, il numero di testamenti dettati da artigiani e mercanti, crebbe in tutta Europa e con esso il numero di donazioni in favore di enti ecclesiastici e ospedali. Nel corso del XIV e particolarmente XV secolo, si moltiplicarono anche le donazioni in favore di confraternite e corporazioni. 